# موزة بنت سهيل الخييلي
الشيخة موزة بنت سهيل الخييلي هي أحد أفراد العائلة المالكة الإماراتية وإحدى زوجات الشيخ زايد بن سلطان. تنتمي الشيخة موزة إلى قبيلة آل بو خيل.

## الزواج والأبناء
تزوجت الشيخة موزة من الشيخ زايد بن سلطان آل نهيان الحاكم المؤسس لدولة للإمارات العربية المتحدة وأنجبت خمسة أبناء و ابنتين  :
- سيف بن زايد آل نهيان.
- حامد بن زايد آل نهيان.
- عمر بن زايد آل نهيان.
- أحمد بن زايد آل نهيان (توفي في صيف 2010).
- خالد بن زايد آل نهيان.[6][7]
- شمسه بنت زايد آل نهيان
- عفراء بنت زايد آل نهيان